# (32291) 2000 QP8
2000 QP8 (asteroide 32291) é um asteroide da cintura principal. Possui uma excentricidade de 0.11193460 e uma inclinação de 13.02455º.
Este asteroide foi descoberto no dia 24 de agosto de 2000 por Crni Vrh em Crni Vrh.